# Escuela de arte

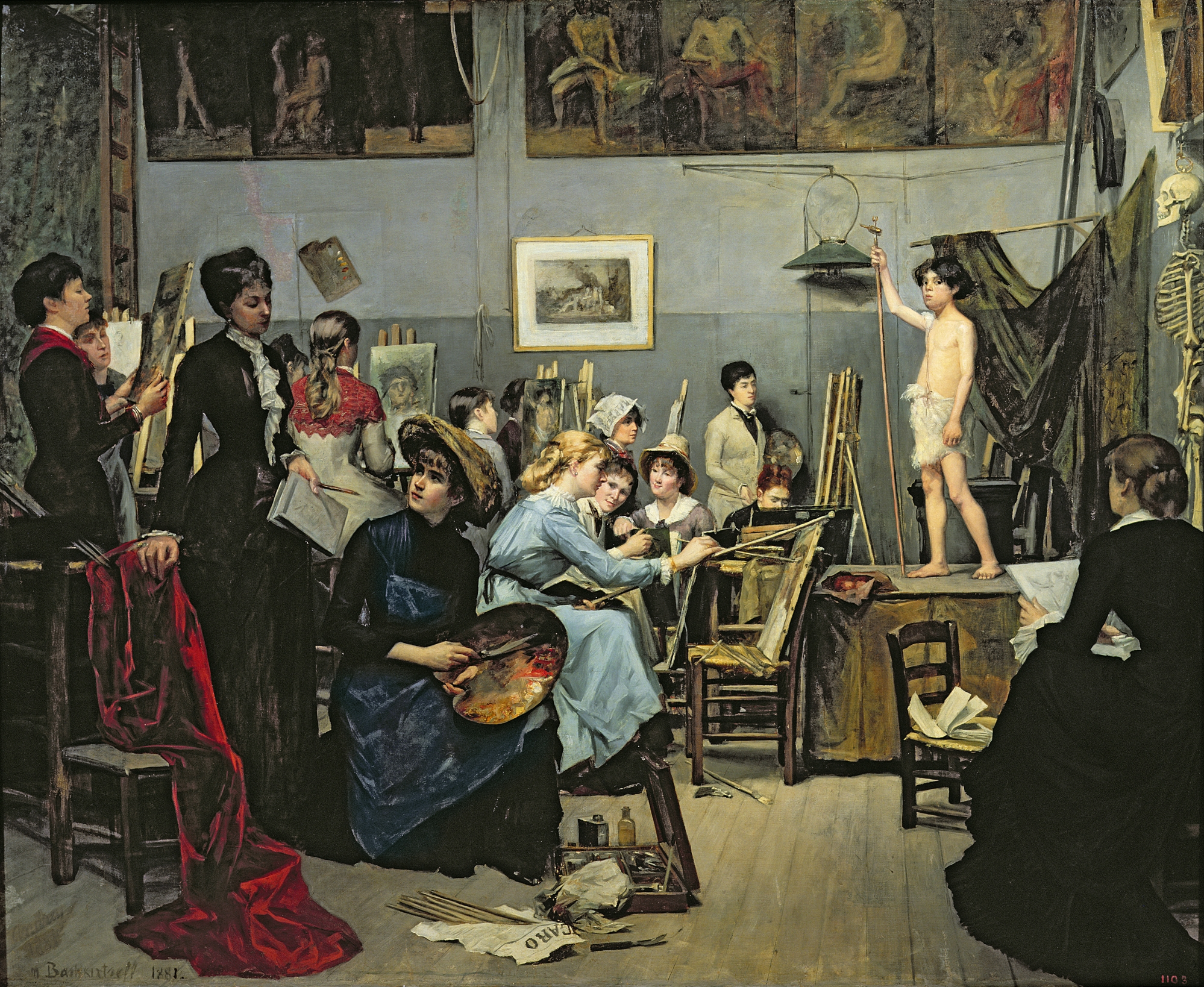
Pintura de Marie Bashkirtseff, In the Studio (1881), mostrando una sesión de dibujo en una escuela de arte, Dnipro State Art Museum, Dnipro, Ucrania.

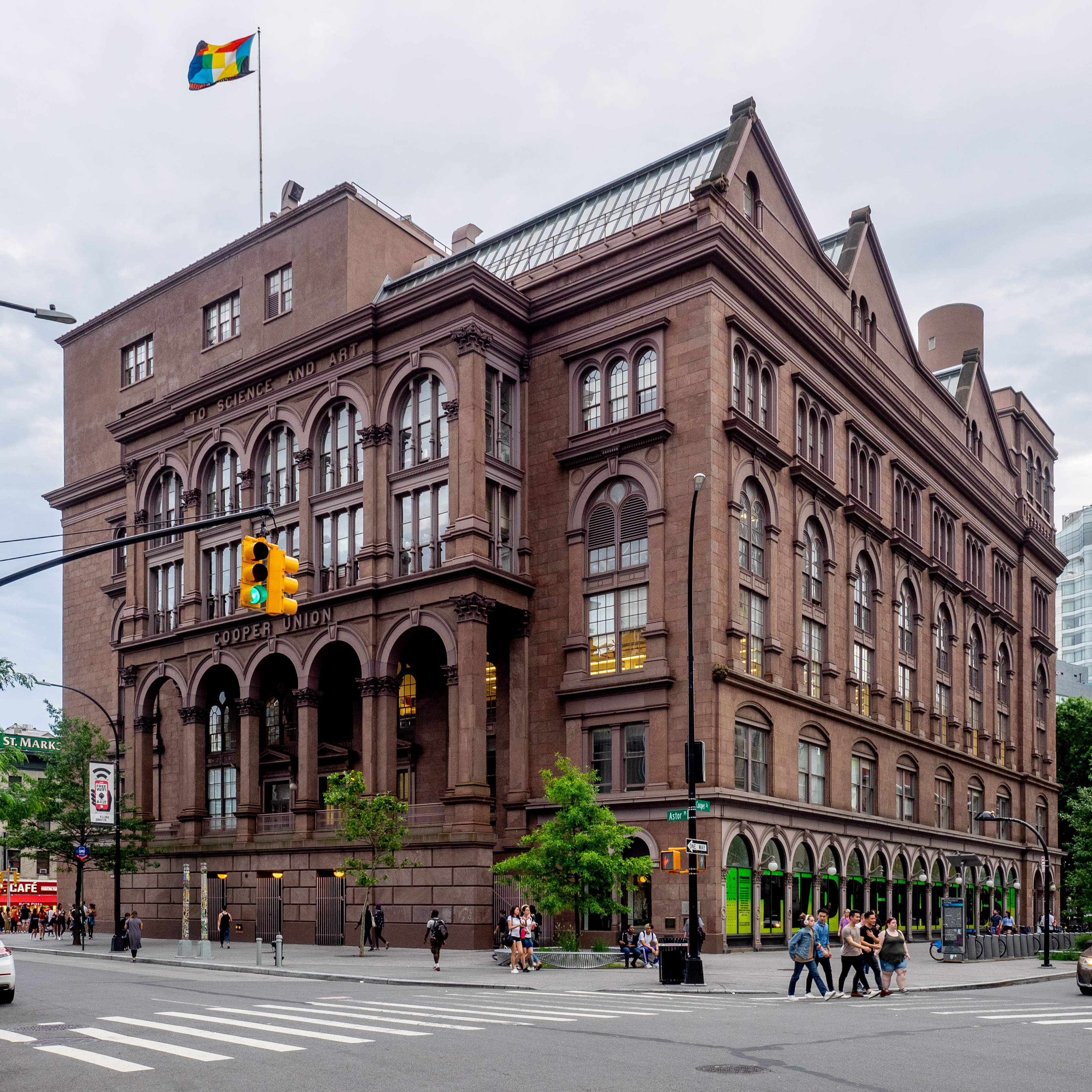
Edificio de la Fundación Cooper Union, Cooper Square, Nueva York.

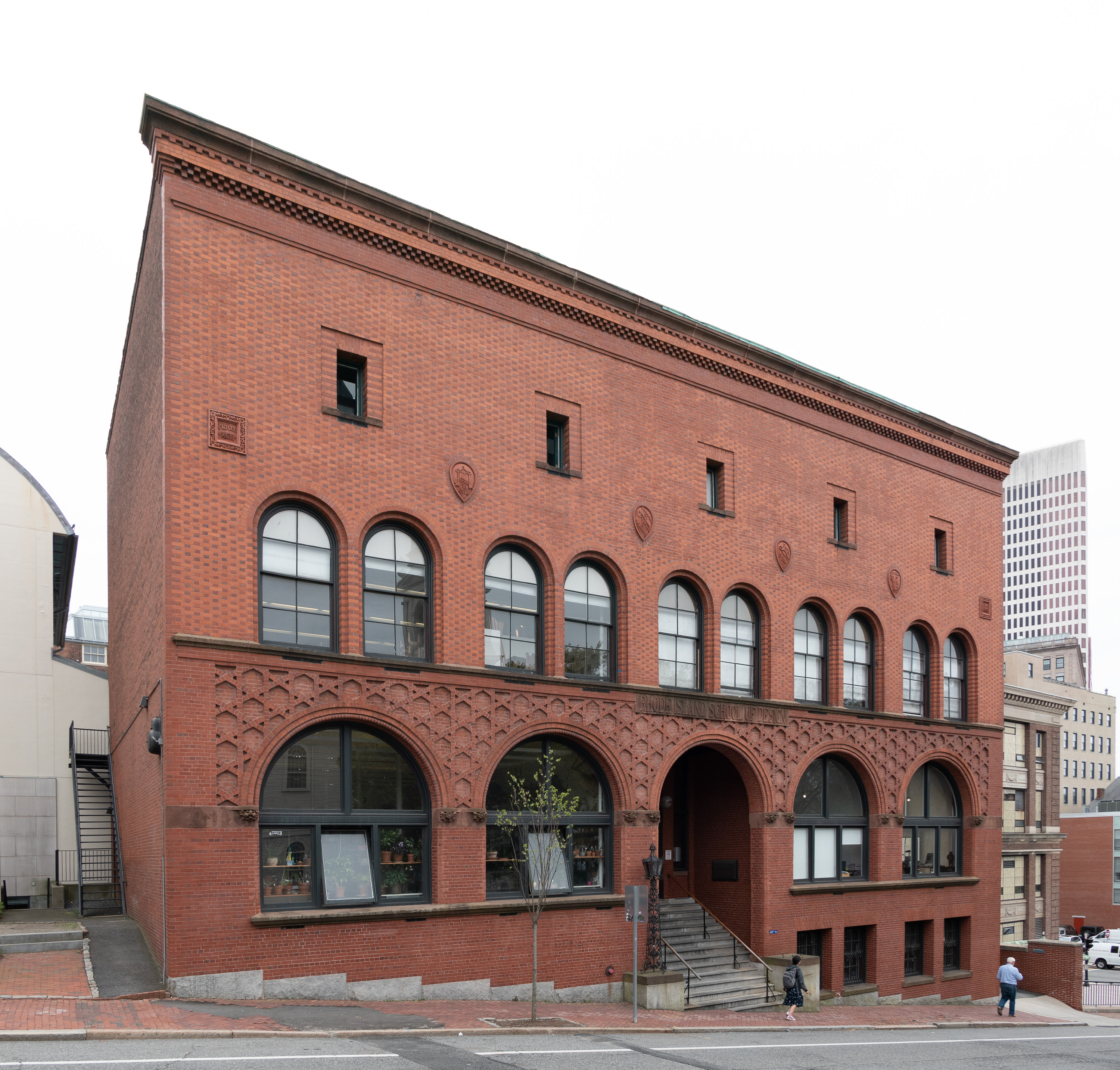
Edificio Waterman de la Escuela de Diseño de Rhode Island, Providence, Rhode Island.

Una escuela de arte es una institución educativa con un enfoque principal en las artes visuales, incluidas las bellas artes, especialmente la ilustración, la pintura, la fotografía, la escultura y el diseño gráfico. Las escuelas de arte pueden ofrecer programas elementales, secundarios, postsecundarios o de pregrado, y también pueden ofrecer una amplia gama de programas (como artes liberales y ciencias). Ha habido seis períodos principales de los planes de estudio de las escuelas de arte, y cada uno ha contribuido al desarrollo de instituciones modernas en todo el mundo en todos los niveles de educación. Las escuelas de arte también enseñan una variedad de habilidades no académicas a muchos estudiantes.

## Historia
Ha habido seis currículos a lo largo de la historia de las escuelas de arte. Estos son "aprendices, académicos, formalistas, expresivos, conceptuales y profesionales". Cada uno de estos currículos ha ayudado no solo definir la forma en que enseñan las escuelas de arte modernas, sino también a la forma en que los estudiantes aprenden sobre el arte.
Las escuelas de arte comenzaron a ser percibidas como universidades legítimas en la década de 1980.. Antes de esto, los programas de arte se usaban puramente como actividades extracurriculares y no existían métodos para calificar las obras. Sin embargo, después de la década de 1980, los programas de arte se integraron en muchos tipos diferentes de escuelas y universidades como cursos legítimos que podían evaluarse. Mientras que algunos argumentan que esto ha debilitado la creatividad entre los estudiantes de arte moderno, otros ven esto como una forma de tratar las bellas artes por igual en comparación con otras materias.

### Currículo de Aprendiz
Los caminos de los aprendices enseñan el arte como una mezcla de estética y función. Por lo general, un estudiante se convertiría en aprendiz de alguien que ya era experto en algún tipo de comercio a cambio de comida y vivienda. Muchos de los antiguos maestros fueron entrenados de esta manera, copiando o pintando al estilo de su maestro para aprender el oficio. Una vez finalizado el aprendizaje, el alumno tendría que demostrar lo aprendido creando lo que hoy conocemos como una "obra maestra". En la educación moderna, esto se puede ver en las clases prácticas de arte, incluida la fotografía o el grabado.

### Currículo Académico
Los currículos académicos comenzaron durante el Renacimiento italiano del siglo XVI, en el que se establecieron algunas de las primeras academias de arte. A lo largo del siglo XIX, estas academias se multiplicaron tanto en Europa como en América del Norte. Fue entonces cuando el arte comenzó a centrarse tanto en el talento como en el intelecto.

### Currículo Formalista
El currículo formalista comenzó a mediados del siglo XX y se centró en los componentes básicos de la obra de arte, como "color, forma, textura, línea, y una preocupación por las propiedades particulares de un material o medio". Este currículo es más conocido por incluir la popularidad de la Bauhaus. Se basó en la lógica, las matemáticas y el neoplatonismo, que era universal en ese momento.

### Currículo Expresivo
Aunque el currículo expresivo se formó al mismo tiempo que el formalista, se centra en aspectos completamente diferentes del arte. En lugar de preocuparse por los componentes literales de una obra de arte, los currículos expresivos animaban a los estudiantes a expresar sus emociones y practicar la espontaneidad. Esto se debe a la gran popularidad del romanticismo a lo largo del Renacimiento.

### Currículo Conceptual
El currículo conceptual comenzó a fines del siglo XX y se centró no solo en crear obras de arte, sino también en presentar y describir el proceso de pensamiento detrás del trabajo. Fue entonces cuando la idea de criticar las obras de otros con fines educativos se popularizó en América del Norte (ya que el concepto se había cerrado rápidamente en Europa). Esto sirve como modelo para los programas de las escuelas de arte de hoy en día.

### Currículo Profesional
El currículo profesional comenzó a aparecer en las escuelas de arte a finales del siglo XX. Enseña a los estudiantes arte desde una perspectiva de negocios y, por lo general, se enfocan en la cultura pop moderna dentro de las obras mismas. Estos programas están diseñados para enseñar a los estudiantes cómo promocionarse a sí mismos y a sus obras de arte.

## Moderno
Una amplia variedad de medios y estilos artísticos se encuentran integrados en los programas de las escuelas modernas de arte. Entre los diferentes medios que se enseñan se cuentan pintura, estampado, dibujo e ilustración, teatro, y escultura. Los programas más recientes incluyen diseño gráfico, diseño de moda, cinematografía, grafiti, y ciertos tipos de medios digitales.